# Герб Дубровского района
Герб Ду́бровского района является официальным символом муниципального образования Дубровский район Брянской области Российской Федерации.
Герб района утверждён постановлением районного Совета народных депутатов Дубровского района от 29 июня 2003 года № 42.
Герб внесён в Государственный геральдический регистр Российской Федерации под регистрационным номером 1277.

## Описание и обоснование символики
В зелёном поле лазоревый (синий, голубой), тонко окаймленный золотом столб, проросший шестью поднимающимися дубовыми листьями по три с каждой стороны.
В основу композиции герба Дубровского района положено название района и его географическое расположение. Центр района, посёлок Дубровка, появился в 1868 году как населённый пункт в связи со строительством первой на Брянщине железной дороги (Брянск — Рославль) Орёл — Витебск.
На месте посёлка в XIX в. находилась дубовая роща. Этот факт и послужил основанием для названия посёлка.
Дубовые листья — символ долговечности, мощи, мужества, силы, уверенности, красоты, — указывают на название района.
Золото — символ солнца, плодородия, силы, величия, уважения.
Символика геральдической фигуры — столб — многогранна и аллегорически показывает:
 — железную дорогу, давшую социально-экономическое развитие району;
 — географическое расположение района — на стыке Смоленской области и Республики Беларусь;
 — реку Сеща (приток Десны).
Лазурь — символ истины, чести и добродетели, чистого неба и водных просторов.
Зелёное поле герба аллегорично показывает аграрный сектор экономики района (основные направления развития сельского хозяйства — выращивание картофеля, зерна, крупного рогатого скота).
Зелёный цвет — цвет природы, означает экологию, стабильность, здоровье и символизирует благородство, радость, честь.
Таким образом, композиция герба перекликается с названием района, а сам герб является «гласным», что в геральдике считается одним из классических способов разработки герба.
Герб разработан Союзом геральдистов России.
Авторская группа: идея герба — Константин Мочёнов (Химки); обоснование символики — Галина Туник (Москва); художник — Роберт Маланичев (Москва); компьютерный дизайн — Сергей Исаев (Москва).